# 南京晨报
南京晨报是隶属于新华报业传媒集团下属的一份综合型都市类报纸，主要在南京都市圈发行。

## 简介
《南京晨报》创刊于1996年1月18日，初名《每日桥报》。1999年底改版为双面彩对开大报，当时打出零售价一角的促销价，发行量也从5万份迅速冲到20万份，然而这股降价风波后因上级主管部门的干预而中止。
2000年11月28日起改为现名。该报目前为每日凌晨出版，版面4开，初期为8版，次年增至16版。随后版面不断增加，最高时达到日均40版，目前为配合新媒体发展，该报现周一至周五出16版，周六、日、节假日出8版。
2014年获中国报业协会评定的“中国都市报20年发展贡献（提名）单位”。
2017年9月27日，由该报打造的《爱南京》客户端正式上线运行。

## 外部連結
- 南京晨报数字报